# Op1
Op1 was een Nederlands praatprogramma op televisie dat uitgezonden werd op de late avond van NPO 1. De presentatie was in handen van wisselende duo's, die elk voor een bepaalde omroep op een bepaalde vaste dag te zien waren. TVBV verzorgde als producent de kernredactie van het programma en bewaakte zo het format. Discussies over actuele onderwerpen en een reflectie op de waan van de dag, met verschillende gasten en opiniemakers, stonden centraal. Op 6 december 2023 werd bekendgemaakt dat het programma na de zomer van 2024 stopt en zal worden vervangen door een nieuw programma met Sophie Hilbrand en Jeroen Pauw. De laatste uitzending was op 13 juni 2024. Dit nieuwe programma werd Bar Laat.

## Geschiedenis
Nadat in de tweede helft van 2019 Eva Jinek en Jeroen Pauw stopten met hun praatprogramma's Jinek en Pauw op NPO 1, besloot de NPO het programma Op1 daarvoor in de plaats te stellen.
In totaal werd met 21 duo's een screentest gedaan voor de presentatie van Op1, waarvan uiteindelijk vijf overbleven. Het aanvankelijke plan was dat presentatieduo's gevormd zouden worden van verschillende omroepen, maar uiteindelijk werd gekozen voor een combinatie man en een vrouw van dezelfde omroep. Vanaf eind augustus 2022 gingen echter twee vrouwen de maandagaflevering presenteren. In de mediawereld werd aanvankelijk negatief gereageerd op het idee van een praatprogramma met wisselende presentatieduo's. Gedacht werd dat kijkers waarde hechten aan één gezicht dat ze 's avonds toespreekt. De eerste uitzending op maandag 6 januari 2020 werd echter door 1.092.000 kijkers bekeken. Ook daarna bleef het programma lange tijd kijkcijfers neerzetten die vergelijkbaar waren met de scores van voorgaande praatprogramma's op dezelfde zender.
Bert Huisjes is de zogenoemde penvoerder, omdat WNL de zendgemachtigde omroep is. Dat is een administratieve functie die inhoudt dat hij het contract afsluit met het productiebedrijf TVBV, de kosten bewaakt en de verrekening tussen omroepen verzorgt. De manier waarop de redactie is gevormd staat bekend als complex. Rachel Franse en Frank Stojansek vervulden aanvankelijk beiden de rol van eindredacteur, met Herman Meijer als hoofdredacteur. Na het coronajaar verhuisde Meijer naar Khalid & Sophie. De kern van de redactie werd gevormd door TVBV, dat mede door Jeroen Pauw was opgericht. De verschillende omroepen die betrokken zijn bij het programma leveren elk enkele redactieleden en samenstellers. Omdat Huisjes ook hoofdredacteur van WNL is moeten onderwerpen eerst zijn goedkeuring krijgen.
Het aanvankelijke succes van het programma was voor Franse het bewijs dat het in principe niet uitmaakt wie het programma presenteert als er een goede redactie achter zit. De complexiteit waarmee die redactie was opgezet leidde echter herhaaldelijk tot conflicten die er in juli 2023 toe leidde dat eerst Peter Kee, politiek redacteur van BNNVARA, het werk er bij neerlegde. Kort daarop kondigde zijn omroep aan per 1 augustus 2023 uit het samenwerkingsverband te stappen vanwege een verschil in inzicht over de invulling en aansturing van het programma. Er waren beschuldigingen van falend leiderschap binnen de organisatie en aanhoudende spanningen, waaronder beschuldigingen van pestgedrag en intimidatie. De NPO, als overkoepelende organisatie, werd bekritiseerd voor haar rol in de problemen. Nadat Franse ook opstapte kwam Meijer terug als hoofdredacteur. Stojansek bleef aan als eindredacteur. Huisjes heeft aangekondigd vanaf 2024 terug te treden als penvoerder.

## Zomer- en winterstop
Op1 is ook in de zomermaanden te zien, behalve in 2023 toen er op het laatste moment toch een zomerstop kwam van 17 juli tot en met 18 augustus. In principe is in de laatste twee weken van het jaar geen uitzending, maar zowel in 2020 als in 2021 ging het programma door tot en met 23 december. Beide jaren was namelijk sprake van urgent nieuws vanwege lockdowns ten gevolge van de coronapandemie. Op 27 februari 2022 en 6 maart 2022 waren extra uitzendingen vanwege de Russische invasie van Oekraïne. Ook op 8 juli 2023 was een extra uitzending; ditmaal in verband met de val van het kabinet-Rutte IV een dag eerder. Op 8 oktober 2023 was eveneens een extra uitzending vanwege de verrassingsaanslag van Hamas in Israël een dag eerder. Ondanks de veranderingen en conflicten achter de schermen bleef het programma stand-by tijdens de zomerstop van 2023 voor uitzendingen na actuele gebeurtenissen.Deze extra zondaguitzendingen worden vanaf het seizoen 2024-2025 verzorgd door opvolger Bar Laat.

## Locatie
In 2020 en 2021 maakte Op1 gebruik van Studio 2 bij het NEP Mediacafé op het Westergasfabriekterrein in Amsterdam. Uit dezelfde ruimte kwamen ook de praatprogramma's Jinek en Pauw.
Sinds januari 2022 wordt het programma vanuit het Media Park in Hilversum uitgezonden. Vanwege de verhuizing werd het programma van 19 tot en met 23 december 2021 opgenomen in VondelCS in Amsterdam. Hiervoor werd het decor gebruikt van WNL op Zondag. Dit was nodig omdat op 18 december 2021, vlak voor deze periode, een nieuwe lockdown werd afgekondigd vanwege de coronapandemie. Door tijdelijk uit te zenden vanuit VondelCS kon het programma dan een week langer doorgaan om het nieuws hierover te kunnen brengen. 
Op1 werd af en toe uitgezonden vanaf een externe locatie vanwege bijzondere omstandigheden. Zo werd rond het Eurovisiesongfestival 2021 opgenomen in Rotterdam, vlak bij Rotterdam Ahoy waar het evenement plaatsvond. In augustus 2022 werd opgenomen bij het Aanmeldcentrum Ter Apel. Op de achtergrond waren asielzoekers achter een hek te zien, wat tot felle kritiek leidde.